# Clericis laicos
Clericis laicos ist der Titel der Päpstlichen Bulle, die Papst Bonifatius VIII. am 25. Februar 1296 veröffentlichte. Das Leitthema dieser Bulle lautete, „dass die Laien Feinde des Klerus sind“, inhaltlich handelte es sich um einen Investiturstreit und eine Steuererhebung für den Klerus.
Sein Nachfolger Papst Clemens V. musste auf Verlangen des französischen Königs Philipp IV. einen Prozess wegen Häresie eröffnen, woraufhin dieser die Bulle „Clericis laicos“ im Jahre 1306 widerrief.
Bonifatius VIII. schreibt über die Laien, dass bereits die Antike gelehrt habe, dass Laien im hohen Grad gegen die Geistlichkeit seien. Dieses sei auch die Erfahrungen der heutigen Zeit, denn die „Christen ohne Kirchenamt“, wie er sie bezeichnete, würden versuchen, die Grenzen zu überschreiten. Sie würden ohne Rücksicht handeln und die Tätigkeiten des Klerus einschränken. Was aber noch bedrohlicher sei, sie würden ohne jegliche päpstliche Zustimmung auf die Personalentscheidungen bei den Geistlichen einwirken. Weiterhin würden die Laien, ohne Zustimmung des Heiligen Stuhls, die kirchlichen Würdenträger mit Steuern belegen, die um das mehrfache höher seien als der normale Steuersatz.
Mit seinem Dekretale hatte Bonifatius VIII. den französischen König Philipp IV. an die päpstliche Zustimmung zur Investitur der Bischöfe erinnert. Der König reagierte mit einem Ausfuhrverbot von Gold und Silber und entzog dadurch dem Papst ein Großteil seiner Einnahmen. Dieser zog nun mit den Bullen „Roma mater ecclesia“ (Februar 1297) und „Etsi de statu“ (Juli 1297) die Entscheidung aus „Clericis laicos“ teilweise zurück.
Das Verhältnis zwischen Philipp IV. dem Schönen und Bonifatius VIII. war von schweren Konflikten belastet, denn der König begann im Jahr 1296 mit der Besteuerung des französischen Klerus. Bonifatius VIII. reagierte mit dieser Bulle und verurteilte den König, jegliche Besteuerung der Kleriker, ohne päpstliche Genehmigung, zu unterlassen.
Insbesondere dem Adelsstand und den höheren Beamten, unabhängig welchem Besitzstand sie angehörten – und die er auch mit „Christen ohne Kirchenamt“ titulierte –, warf er vor, sich durch die Steuereinnahmen bereichern zu wollen. Sollten durch diesen Personenkreis Verhaftungen von Geistlichen oder die Beschlagnahme von sakralen Bauten und Einrichtungen erfolgen, so sehe er sich gezwungen, diese Personen mit der Exkommunikation aus der Gemeinschaft der Kirche zu verbannen. Die Geistlichen selbst ermahnte er und verbot ihnen jegliche Steuerzahlung zu leisten, auch ihnen drohte er kirchenrechtliche Strafen an, wenn sie versuchen würden, diese Anweisung zu hintergehen, oder heimlich andere Geldzuwendungen leisten würden.